# Chèvrefeuille d'hiver
Lonicera fragrantissima
Espèce
Classification phylogénétique
Lonicera fragrantissima, le Chèvrefeuille d'hiver ou Chèvrefeuille très odorant, en anglais Fragrant Honeysuckle ou Winter Honeysuckle est une espèce de chèvrefeuilles, de la famille des Caprifoliacées.

## Description
C'est un arbuste buissonnant haut de 2 à 3 mètres.
Ses feuilles ovales, opposées, longues de 2,5 à 7 cm sont semi-persistantes.
Ses fleurs qui apparaissent de décembre à mars, sont petites et blanches, très parfumées. Les petites baies sont rouges.

## Habitat
Lonicera fragrantissima est originaire des forêts de feuillus de l'Est de la Chine. Il a été introduit en Angleterre vers 1830 par Robert Fortune.
Sa floraison parfumée en hiver en fait un arbuste très cultivé et qui a donné lieu à des croisements par les pépiniéristes.

### Sources
- fiche de Lonicera fragrantissima